# Ivan Cenov
Ivan Cenov (in bulgaro Иван Ценов?; Sofia, 8 febbraio 1962) è un ex cestista e dirigente sportivo bulgaro.

## Carriera
Con la Bulgaria ha disputato tre edizioni dei Campionati europei (1985, 1989, 1991).